# ویکو نل لاتزیو

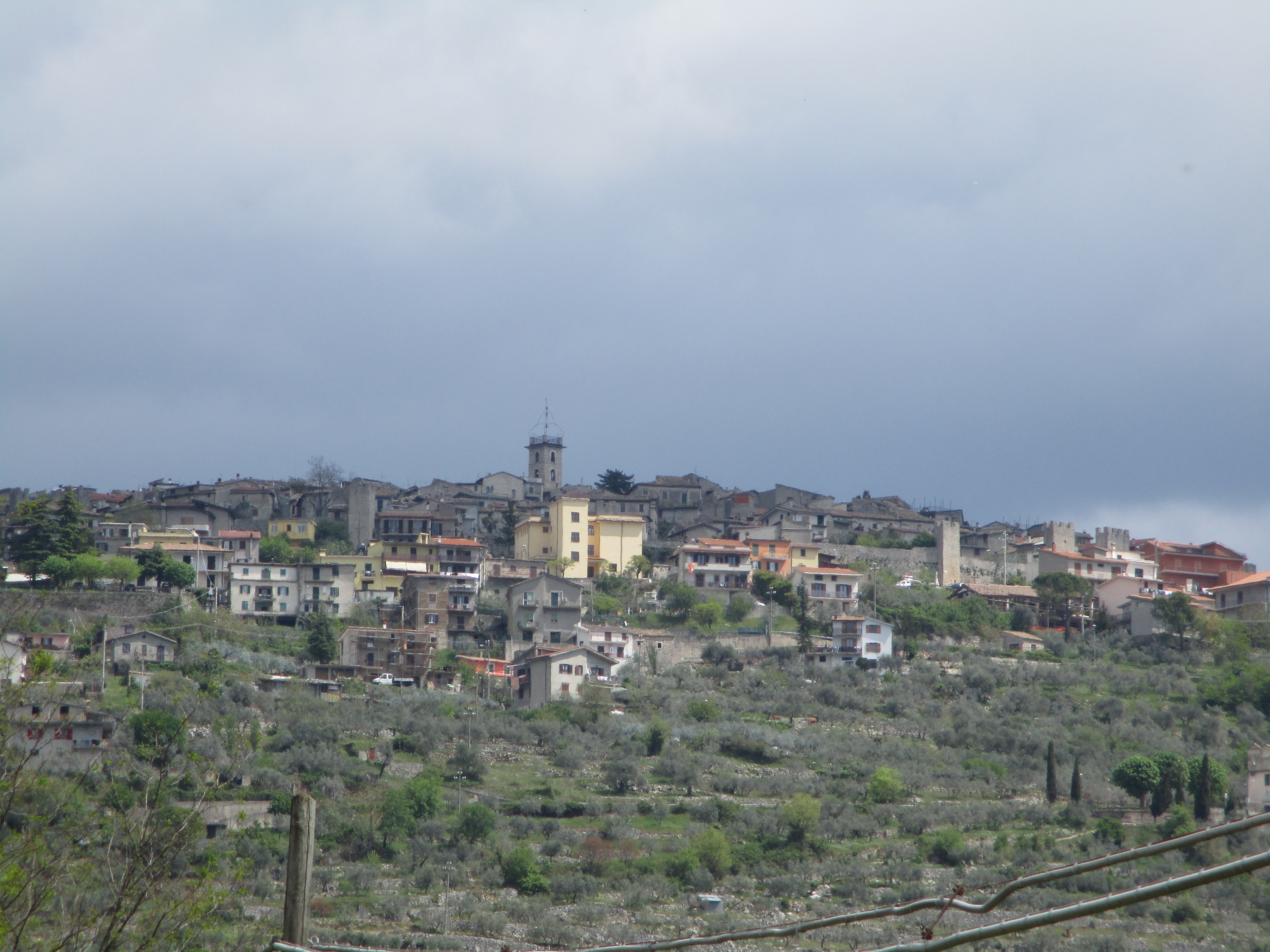
منطقه مسکونی در ایتالیا

ویکو نل لاتزیو (به ایتالیایی: Vico nel Lazio) یک کومونه در ایتالیا است که در استان فروزینونه واقع شده‌است. ویکو نل لاتزیو ۴۵٫۸ کیلومتر مربع مساحت و ۲٬۳۱۴ نفر جمعیت دارد و ۷۲۰ متر بالاتر از سطح دریا واقع شده‌است.